# Захарий Силиврийски
Захарий (на гръцки: Ζαχαρίας, Захариас) е гръцки духовник, митрополит на Вселенската патриаршия.

## Биография
Роден е в родостенското село Панидо. В 1840 година Захарий е ръкоположен за титулярен еритрейски епископ, викарий на Кюстендилската митрополия със седалище в Щип. Споменат е в ктиторския надпис от 1848 година на „Св. св. Петър и Павел“ в село Преколница, Кюстендилско, който гласи:
| „ | Сей Свещений храм Светих Верховних Апостолов Петра и Павла. Согради се царским дозволением Абдул Меджида. И на время митрополита Артемия Критски. Епископствующий Еритрон Захария. Настоянием же первим попа Малин Стояновича от село Преколница. И иконом попа Новко от Кюстендил исподруга их Митре Боцева. Ктитори приложници и спомоществователи село Преколница и вси села. 1848, месец июни 1 ден от Кюстендил и всей села. | “ |

Споменат е и във възпоменателния надпис на храма „Успение Богородично“ в щипската махала Ново село:
| „ | Во 1850 лѣто мца iȢнiа 29 вѣдомо бȢди ѡвновленiемъ сего стаго храма Успенiе Престыа Бцы во времена блаженѣшаго патриарха Артемiа Александрiасъ и архипастира нашего и епископа его Захарiа; сосъ ѡбщимъ православнихъ христыанъ ктиторомъ и приложникомъ стаго храма сего да поменетъ Гдъ Бгъ царствiе своемъ всегда и нынѣ и присно и во вѣкы вѣковъ Аминъ. | “ |

От 8 февруари 1853 до 12 юни 1861 е метрески и атирски епископ. След това от 12 юни 1861 година е силиврийски митрополит. Умира на 1 февруари или на 6 февруари 1877 година.